# مايك ديفيس (كاتب)
مايك ديفيس (بالإنجليزية: Mike Davis)‏ هو مؤرخ وكاتب أمريكي، ولد في 1946 في فونتانا في الولايات المتحدة.

## وصلات خارجية
- مايك ديفيس على موقع IMDb (الإنجليزية)
- مايك ديفيس على موقع ميوزك برينز (الإنجليزية)